# Grand Prix Trévé-Le Ménec-Loudéac
Le Grand Prix Trévé-Le Ménec-Loudéac est une course cycliste créée en 2017 et disputée entre Trévé et Loudéac, dans le département des Côtes-d'Armor, en région Bretagne.
Elle se déroule sur un circuit d'une dizaine de kilomètres. Depuis sa création, cette course constitue l'une des épreuves de la Coupe de France féminine.

## Palmarès
| Année | Vainqueur           | Deuxième         | Troisième      |
| ----- | ------------------- | ---------------- | -------------- |
| 2017  | Audrey Cordon-Ragot | Aude Biannic     | Ophélie Fenart |
| 2018  | Audrey Cordon-Ragot | Victorie Guilman | Pauline Allin  |
| 2019  | Audrey Cordon-Ragot | Clara Copponi    | Marion Sicot   |